# 阿斯塔费夫湾
阿斯塔费夫湾（俄语：Бухта Астафьева）是彼得大帝湾西部的海湾，属滨海边疆区哈桑区管辖，入口宽1.37公里，面积1.71平方公里，深达20米，岸长4公里，集水面积5.17平方公里。1897年以俄国海军军官雅科夫·季莫费耶维奇·阿斯塔费夫命名。